# 大金刚3
《大金刚3》（官方译为，旧译）是任天堂原大金刚系列的第三款电子游戏。游戏1983年在街机发行，1984年在红白机发行，后来又在多款平台移植，PC-6601、PC-8801和X1版本以《大金刚3：大逆襲》名義由Hudson Soft開發並在日本地區發行。《大金刚3》第一款使用现今所见大金刚Logo的游戏。

## 评价
- 《电脑与电子游戏》称“快动作与高质量的音效”让街机《大金刚3》“必然火爆”[1]。
- IGN为Virtual Console版打出6.0/10，称其“完全不同于”之前的大金刚游戏，并称其“重复的”[2]。

## 外部連結
- 红白机40周年纪念活动网站上的《大金刚3 （页面存档备份，存于）》（日語）